# Sokol Cikalleshi
Sokol Cikalleshi, né le 27 juillet 1990 à Kavajë en Albanie, est un footballeur international albanais qui joue au poste d'avant-centre au Adanaspor.

## Biographie
Il fait ses premiers pas en équipe nationale le 31 mai 2014 contre la Roumanie (défaite 1 à 0).

## Palmarès
Besa Kavajë
- Vainqueur de la Coupe d'Albanie en 2010.
- Vainqueur de la Supercoupe d'Albanie en 2010.

 Skënderbeu Korçë
- Champion d'Albanie en 2011.

 KF Tirana
- Vainqueur de la Coupe d'Albanie en 2012.